# SN 2001gf
SN 2001gf – supernowa typu Ia odkryta 21 listopada 2001 roku w galaktyce A220421-1821. W momencie odkrycia miała maksymalną jasność 20,70m.